# Горынка (село)
Горынка (укр. Горинка) — село в Кременецкой городской общине Кременецкого района Тернопольской области Украины.
Код КОАТУУ — 6123482001. Население по переписи 2001 года составляло 1420 человек.

## Географическое положение
Село Горынка находится у истоков реки Горынка,
ниже по течению примыкает село Кушлин.
Через село проходит автомобильная дорога М-19 (E 85).

## История
- 1445 год — дата основания.

## Объекты социальной сферы
- Школа.
- Дом культуры.
- Фельдшерско-акушерский пункт.

## Достопримечательности
- Братская могила советских воинов.